# Pirata piratoides
Pirata piratoides là một loài nhện trong họ Lycosidae.
Loài này thuộc chi Pirata. Pirata piratoides được Friedrich Wilhelm Bösenberg & Embrik Strand miêu tả năm 1906.